# Agostino Traini
Agostino Traini (Roma, Itàlia, 1961) és autor de llibres il·lustrats per a nens. Ha publicat les seves obres a Itàlia, Alemanya i Espanya.
Ha dedicat la seva vida a crear històries i il·lustracions per als nens italians. Però la seva màgia ha arribat a Alemanya i a Espanya. El seu estil es caracteritza per un realisme màgic que captiva als més petits, la ironia dedicada als adults, la consciència ecològica i un humor brillant. El text de les seves històries juga amb les magnífiques il·lustracions dels seus personatges, tot creant un excepcional marc narratiu. Entre els seus personatges més coneguts destaca la Mucca Moka, traduïda al català com la Vaca Taca. A Catalunya ha publicat les seves obres dins la col·lecció Primeres Pàgines de l'editorial Castellnou Infantil i Juvenil.